# Odysseas Androutsos
Odysseas Androutsos (de asemenea, Ulise Androutsos, în greacă Οδυσσέας Ανδρούτσος, n. 1788, Itaca, Peloponez, Grecia de Vest și Insulele Ionice⁠(d), Grecia – d. 5 iunie 1825, Attica⁠(d), Administrația descentralizată a Atticii⁠(d), Grecia) a fost un conducător al armatei elene din timpul Războiului de Independență al Greciei.

## Viața
S-a născut la Itaca în 1788, însă familia sa era originară din satul Livanates în prefectura Ftiotida. Tatăl său, Andreas Androutsos, era un cleft, iar mama sa era de la Preveza, amândoi de origine aromână (vlahă).
După moartea tatălui său, Androutsos s-a înrolat în armata turcă, sub comanda lui Ali Pașa, și a devenit ofițer, dar cu toate acestea, în 1818, el s-a alăturat Societății Eteria, care plănuia eliberarea Greciei de sub Imperiul Otoman.